# 长嘴山鹑属
长嘴山鹑属（学名：Rhizothera）是雉科下的一个属。

## 下属物种
本属包括以下物种：
- 白腹长嘴山鹑 Rhizothera dulitensis Ogilvie-Grant, 1895
- 長嘴山鶉 Rhizothera longirostris (Temminck, 1815)